# Mount Rainier (zapis pakietowy)
Mount Rainier – format zapisu dla dysków optycznych wielokrotnego zapisu (RW), który obsługuje zapis pakietowy (ang. packet writing) i zarządzanie uszkodzonymi sektorami. Głównym celem jego opracowania było zastąpienie dyskietek dyskami optycznymi. Nazwa pochodzi od góry o nazwie Mount Rainier położonej niedaleko Seattle (w stanie Waszyngton w USA).
CD-MRW jest skrótem pochodzącym od wyrazów Compact Disc – Mount Rainier Read/Write.
Format Mount Rainier (MRW) może być użyty tylko z nagrywarkami optycznymi, które sprzętowo go wspomagają, i może obsługiwać standardowe dyski CD-RW i DVD+RW.
Fizyczny format dysków sformatowanych pod MRW jest rozszerzeniem formatu UDF, ale jego obsługa jest przeźroczysta dla systemu komputerowego i wykonywana wewnętrznie przez firmware napędu, który przemapowuje fizyczne bloki dysku w wirtualną przestrzeń wolną od defektów. Ponieważ komputer, z którym współpracuje napęd, nie widzi fizycznego formatu dysku, daje to niezależność systemowi plików.
Czas potrzebny do sformatowania dysku jest skrócony do ok. 1 min poprzez zdolność napędu do formatowania dysku w tle. Podczas formatowania część sektorów na końcu dysku jest alokowana do celów obsługi uszkodzonych sektorów. Wadliwe sektory są zapisywane w specjalnej tabeli w początkowej części administracyjnej (ang. lead-in) dysku, a jej kopia w części końcowej dysku (ang. lead-out).

## Zalety formatu MRW w stosunku do UDF 1.5+
- szybkie formatowanie dysku
- mniejszy klaster o wielkości 2 KB w stosunku do 64 KB dla UDF
- niezależność od systemu plików systemu operacyjnego komputera
- niezależność obsługi uszkodzonych sektorów dysku od systemu operacyjnego komputera

## Zalety formatu UDF 1.5+ w stosunku do MRW
- brak potrzeby stosowania specjalizowanego napędu z odpowiednim firmware'em
- większa uniwersalność

## Napędy obsługujące format Mount Rainier
Obecnie obsługuje go większość nowych nagrywarek CD-RW i Combo, ale tylko nieliczne nagrywarki DVD-RW (jedną z tych nagrywarek jest m.in. Samsung SH-S182D/M) ponieważ standard DVD+RW ma już swoją wbudowaną wewnętrzną obsługę błędnych sektorów, a DVD-RW jej nie posiada.
Do oznaczenia napędów, które obsługują ten typ zapisu może być używane specjalne logo EasyWrite, które oznacza kompatybilność z Mount Rainier. Oznaczenie to zostało stworzone przez firmę Philips dla uwiarygodnienia faktu, że produkty nim oznaczone były testowane i sprawdzane pod względem jakości i kompatybilności.